# Възнесение Господне (Праведник)
„Свето Възнесение Господне/Христово“ или „Свети Спас“ (на македонска литературна норма: „Свето Вознесение Господне/Христово“, „Свети Спас“) е православна църква край тиквешкото село Праведник, централната част на Северна Македония. Част е от Повардарската епархия на Македонската православна църква.
Църквата се намира северозападно от селото Праведник, на едно малко възвишение в стара дъбова гора. Изградена и зографисана е в 1625 година, според частично запазения надпис на южния зид в наоса над малкия прозорец. Ктитори на храма са Михаил, Павле, Пейо, Йован, Кръсто, поп Кузман, Марко, Стойко и Цветко.
Църквата е еднокорабна с хубава декорация от тухли и блокове от бигор. Покривът е двускатен и е обновен с нови керемиди. Има единствен вход на западната страна. Над входа има ниша с доста пострадал стенопис на Исус Христос. Градена е от дялани блокове бигор. Църквата е имала затворен трем на западната и южната страна, чийто покрив от каменни плочи на юг е частично запазен. Това показва, че вероятно и църквата първоначално е била покрита с каменни плочи. Вътрешността на храма е осветена с малък отвор на южната стена, от вратата и от три отвора в олтарното пространство. Най-добре запазена е източната фасада и полукръгла апсида, украсена с блокове бигор, тухли и каменни блокове.
Отвън освен изображението на Исус Христос в нишата на западния зид, остатъци от стенописи има и на северната страна на западния зид. Този стенопис най-вероятно е от времето на изписването на вътрешността.
Цялата вътрешност на църквата е изписана в 1625 година, като свидетелства споменатият надпис, но поради запуснатостта на храма, много от фреските са пострадали. Иконографската програма е традиционна с изключение на малки промени като изображението на Свети Архангел Михаил, което вместо като пазач на храма до входната врата е на южната стена до самия иконостас. В първата зона са представени светите воини в цел ръст, а в горните партии Големите празници. На южната стена освен Архангел Михаил са Свети Теодор Тирон, Свети Теодор Стратилат и Свети Нестор, а отсреща са портретите на Свети Димитър и Свети Георги. Светите воини не в традиционния вид с мечове, копия, щитове и брони, а са представени като благородници – облечени в тържествени одежди, богато украсени с растителни мотиви и с мъченически кръстове в ръцете.
На западната стена в първата зона, вляво и вдясно ог входа на църквата са Света Неделя с корона на главата и Света Марина със секира в дясната ръка. На южната стена Света Петка вместо традиционно в цял ръст или в медальон, е изобразена с мъченически кръст. На северната стена в първата зона са Дейсис – Богородица и Свети Йоан Кръстител са в молитвени пози, с протегнати ръце и полунаведени към Христа.
Фреските в олтарното пространство са стандартни – Видението на Петър Александрийски е на северния зид, а в проскомидията е архидякон Стефан с дарохранилница в раце. Централното място е заето от Поклонение на агнеца с малкия Исус Христос под балдахиня. Вдясно от Хрисос, в северната половина на олтарната конха се покланят архиереите Свети Йоан Златоуст и Свети Василий, а на отсрещната страна в същата поза са Свети Григорий и Свети Атанасий. Дрехите им са украсени с кръстов, а в ръцете държат отворени свитъци с евхаристично съдржание. На южната страна има две фигури – едната вероятно на архидякон Роман с унищожено личе, но със запазен стихар и кадилница в дясната ръка. До него е неидентифициран архиерей с евангелие в рйка. В конхата над Поклонението на агнеца е Богородица ширшая небес.
Над първата зона на южната, северната и западната стена има фриз с медальони на светци и светици, които не могат да бъдат идентифицирани поради унищожените сигнатури.
Големите празници са изписани в наоса и олтара. На южната стена са композициите Рождество Христово, Сретение, Кръщение в реката Йордан (Богоявление) и Преображение. Композицията Успение Богородично е на западния зид, а на северния е Влизане в Ерусалим. Благовещението и Възнесението са в олтарното пространство на източната стена.
Живописта в третата зона над Големите празници е цялостно унищожена, както и тази в свода.
Иконостасът на църквата е от по-ново време с иконите на Свети Теодор, Свети Илия и Исус Христос.